# Општина Томешти (Тимиш)
Томешти (рум. Tomeşti) општина је у Румунији у округу Тимиш.
Oпштина се налази на надморској висини од 266 m.